# Sophonia orientalis
Sophonia orientalis är en insektsart som beskrevs av Matsumura 1912. Sophonia orientalis ingår i släktet Sophonia och familjen dvärgstritar. Inga underarter finns listade i Catalogue of Life.